# Mabel and Fatty's Married Life
Mabel and Fatty's Married Life és una pel·lícula muda de la Keystone dirigida per Roscoe Arbuckle i protagonitzada per ell mateix i Mabel Normand. La pel·lícula, d’una bobina, es va estrenar l'11 de febrer de 1915.

## Argument
Fatty i Mabel estan en un parc quan tenen un incident amb un mico d’un organista. Això provoca una discussió entre ells i l’organista jura venjança. Mentre Fatty marxa a treballar, Mabel, molt influenciable pel que llegeix, es queda sola a casa. En assabentar-se pels diaris de la presència de lladres al veïnat s'angoixa ¡ i agafa una pistola. Aleshores Fatty torna inesperadament a casa i ella per poc que no el deixa ben foradat. Quan aquest es fora de nou, Mabel sent sorolls i una cortina que es mou per lo que creu que ara sí que hi ha un lladre. Truca al seu marit que al seu torn truca als Keystone Cops per demanar ajuda. La policia arriba al mateix temps que Fatty i descobreixen que el causant és el petit mico de l’organista. Quan Fatty arriba a casa es riuen del que ha passat.

## Repartiment
- Mabel Normand (Mabel)
- Roscoe Arbuckle (Fatty)
- Al St. John (policia)
- Mae Busch (dona)
- Cecile Arnold (dona)
- Glen Cavender (organista)
- Joe Bordeaux (segon italià/policia)
- Charles Lakin (soci de Fatty)
- James Bryant
- Harry “Dutch” Ward
- Frank Hayes
- Dan Albert